# Schroders
Schroders plc è una multinazionale inglese di gestione del risparmio, fondata a Londra nel 1804 da Johann Heinrich Schröder, appartenente ad un'importante famiglia anseatica di Amburgo.
La società è quotata al London Stock Exchange e fa parte dell'indice FTSE 100.

## Storia
Nasce nel 1804 quando Johann Heinrich Schröder (John Henry) diventa socio della ditta londinese di suo fratello, Johann Friedrich (John Frederick). Nel 1818 è fondata a Londra J. Henry Schröders & Co.
Durante la guerra civile americana, Schroders "emise obbligazioni da 3 milioni di sterline nel 1863 per la Confederazione".
Gli eventi chiave nello sviluppo includono l'istituzione di J. Henry Schroder Banking Corporation ('Schrobanco') come una banca commerciale a New York nel 1923, l'offerta pubblica delle azioni di J. Henry Schroder & Co. Ltd alla Borsa di Londra nel 1959 e l'acquisizione di Helbert, Wagg & Co nel 1962.
Nel 1986 la società cede Schrobanco, il ramo di banca commerciale di New York, e acquisisce il 50% di Wertheim & Co., una banca d'investimento di medio livello di New York, le cui attività rispecchiano maggiormente quelle del business londinese.
Schroders ha svolto un ruolo di primo piano nelle privatizzazioni condotte dal governo del Regno Unito negli anni ottanta. Ruolo decisivo quello di Winfried Bischoff: Schroders valeva 30 milioni di sterline quando lui assume la carica di amministratore delegato nel 1984. Nel 2000 la banca cede comunque la sua divisione di investment banking a Citigroup per 1,3 miliardi di sterline.
Nel 2013 Schroders rileva il settore di gestione del capitale di Cazenove per 424 milioni di sterline. Dal 2016 il gruppo  è guidato da Peter Harrison. La banca, controllata sempre dalla famiglia dei fondatori, gestisce nel giugno 2018 un patrimonio di 447 miliardi di sterline.